# Référendums en Lettonie
Les référendums d'initiative présidentielle, parlementaire ou populaire sont possibles en Lettonie, dont la constitution organise le cadre légal de cette forme de démocratie directe.

## Référendums d'origine populaire

### Législatif ou constitutionnel
Les articles 73 et 78 de la constitution de 1922 permettent à la population lettone de mettre en œuvre des référendums législatifs ou constitutionnel portant respectivement sur des propositions de loi ou d'amendement de la constitution. 
Les signatures d'au moins 10 % des électeurs inscrits sur les listes électorales doivent pour cela être réunies. En 2018, un total de 1 548 100 électeurs étaient inscrits sur les listes, ce qui équivaut à un seuil d'un peu moins de 155 000 électeurs. En pratique, le nombre de signatures à collecter est cependant plus élevé pour pallier le nombre variable de signatures invalides ou en double.
Si le parlement letton, dit Saeima, n'adopte pas la proposition sans modification, celle ci est soumise à référendum.

### Restrictions et contrôle constitutionnel
Les référendums d'origine populaire ne sont cependant pas autorisés sur les sujets relatifs au budget de l'état, aux impôts, taxes, emprunts et obligations, aux tarifs ferroviaire, à la conscription militaire, aux déclarations de guerre, aux traités de paix, à la déclaration de début et de fin de l'état d'urgence, à la mobilisation et la démobilisation, ainsi qu'aux traités internationaux.

### Conditions de validité
Le référendum est légalement contraignant. Il n'est cependant considéré comme valide qu'a la condition de recueillir la majorité absolue des suffrages exprimés ainsi que, dans le cas d'une loi, un quorum de participation au moins égal à celui enregistré lors des dernières élections législatives. Dans le cas d'un référendum constitutionnel, le quorum de participation est de 50 % des inscrits.